# میتسوئو ایکدا
میتسو ایکدا (انگلیسی: Mitsuo Ikeda؛ ۱۴ مارس ۱۹۳۵ – ۱۲ سپتامبر ۲۰۰۲) کشتی‌گیر آزاد اهل ژاپن بود.
وی در مسابقات کشوری و بین‌المللی در مجموع برندهٔ ۱ مدال طلا شده‌است.